# Junkers CLS.I
Lo Junkers CLS.I (designazione aziendale J 11) era un idroricognitore monomotore ad ala bassa prodotto in piccola serie dall'azienda tedesco imperiale Junkers & Co. negli anni dieci del XX secolo ed utilizzato dalla Kaiserliche Marine, la marina militare dell'Impero tedesco, nelle ultime fasi della prima guerra mondiale.
Derivato direttamente dal CL.I (J 10) da attacco al suolo se ne distingueva essenzialmente per l'adozione dei due galleggianti posti al di sotto della fusoliera. Fu l'ultimo modello sviluppato dall'azienda prima del termine del conflitto.

## Storia
Dopo l'inizio della prima guerra mondiale, al seguito della crescente minaccia di attacchi aerei alle proprie basi, la Kaiserliche Marine emise una specifica per la fornitura di un idrovolante monoposto da utilizzare nei ruoli di caccia, interdizione e ricognizione aerea.
Nell'ottobre 1916 vi fu un incontro tra Hugo Junkers ed un ufficiale della Kaiserliche per definire le caratteristiche del progetto per adattarle alle esigenze di servizio ed in quell'occasione Junkers dichiarò di riuscire a realizzare un ricognitore marittimo a lungo raggio, un biplano realizzato in tecnica mista, in grado di avere un'autonomia di 6-7 ore. Tuttavia anche a causa dell'inesperienza nella costruzione di velivoli con struttura lignea, benché avesse richiesto la collaborazione alla Fokker, il progetto venne accantonato.

### Sviluppo
All'avvicinarsi del termine di scadenza Junkers decise comunque di rispettare gli accordi intrapresi. Vennero prelevati due J 10, designazione Idflieg CL.I, dalla linea di produzione (7501 e 7503) modificandoli per permettere al modello di operare da superfici acquatiche. I velivoli, che assunsero la designazione aziendale J 11, mantenevano quasi inalterate le caratteristiche generali del loro predecessore, monomotore monoplano di costruzione metallica. Le differenze introdotte riguardavano, oltre alla sostituzione del carrello d'atterraggio con una struttura tubolare che collegava la parte inferiore del velivolo a due galleggianti, l'adozione di una diversa motorizzazione, il BMW IIIa da 185 PS (136 kW), di un'ala dalla maggiore apertura e di una pinna dorsale triangolare posta davanti alla deriva per migliorarne la stabilità longitudinale.
Il primo dei due esemplari venne portato in volo per la prima volta il 3 ottobre 1918, ai comandi dell'ufficiale di marina Richard Thiedemann, che in seguito divenne pilota collaudatore dell'azienda di Dessau, che lo giudicò favorevolmente. La velocità massima raggiunta era superiore a quella degli altri velivoli in possesso della Kaiserliche Marine e, grazie alla sua struttura metallica, si rivelò essere in grado di decollare ed ammarare anche in presenza di un vento pari a 8 m/s.
Si decise quindi di avviare la produzione di un terzo esemplare da affiancare ai primi due per continuare i test durante missioni operative. Queste evidenziarono anche l'efficacia del trattamento applicato alle lamiere di duralluminio ondulato che componevano il velivolo e che, se non trattate, potevano essere facilmente corrose dall'acqua salmastra.

### Impiego operativo
Due esemplari vennero acquisiti dalla marina militare imperiale ed utilizzati fino al termine della prima guerra mondiale. Al termine del conflitto ogni successivo ordine previsto venne cancellato, ma l'esperienza acquisita dal programma di test venne successivamente utilizzata per le versioni idrovolante dei modelli A 20 ed F13.

## Utilizzatori
Germania
- Kaiserliche Marine